# Enfermedad de los ganglios basales sensible a la biotina y la tiamina
La enfermedad de los ganglios basales sensible a la biotina, es una rara enfermedad de origen genético que se caracteriza por episodios reiterados de encefalopatía que se inician en la infancia y se manifiestan por confusión mental, dificultad para andar (ataxia), parálisis facial, disfagia y oftalmoplejia. Esta situación puede conducir al coma o la muerte, pero responde favorablemente al tratamiento con biotina y tiamina (vitamina B1).

## Sinonimia
La enfermedad de los ganglios basales sensible a la biotina se conoce también como BBGD o BTBGD, acrónimo formado por las iniciales de su denominación en inglés: Biotin-Thiamine responsive Basal Ganglia Disease. A veces se denomina como THMD2, acrónimo de Thiamine Metabolism Dysfunction Syndrome-2.

## Genética
Se ha comprobado que el mal está causado por una mutación que afecta al gen SLC19A3 (familia de transportadores de solutos SLC19A3)  situado en el brazo largo del cromosoma 2 humano (2q37), el cual codifica el transportador de tiamina tipo 2, una proteína que actúa como transportador transmembrana y es necesaria para hacer posible que la tiamina pase al interior de la célula.

## Herencia
La enfermedad se hereda según un patrón autosómico recesivo.